# Pirttikari, Euraåminne
Pirttikari är en ö i Finland. Den ligger i sjön Pinkjärvi och i kommunen Euraåminne (tidigare Euraåminne) i den ekonomiska regionen  Björneborgs ekonomiska region  och landskapet Satakunta, i den sydvästra delen av landet, 210 km nordväst om huvudstaden Helsingfors. Öns area är 0,2 hektar och dess största längd är 90 meter i öst-västlig riktning.